# Bahnhof Rahden
Der Bahnhof Rahden ist der nördlichste Personenbahnhof von Nordrhein-Westfalen in der Stadt Rahden im Kreis Minden-Lübbecke. Er befindet sich an der Bahnstrecke Bünde–Bassum, die nördlich von Rahden heute stillgelegt ist. Bis zum Fahrplanwechsel am 15. Dezember 2019 trug er die Bezeichnung Rahden (Kr Lübbecke).

## Geschichte

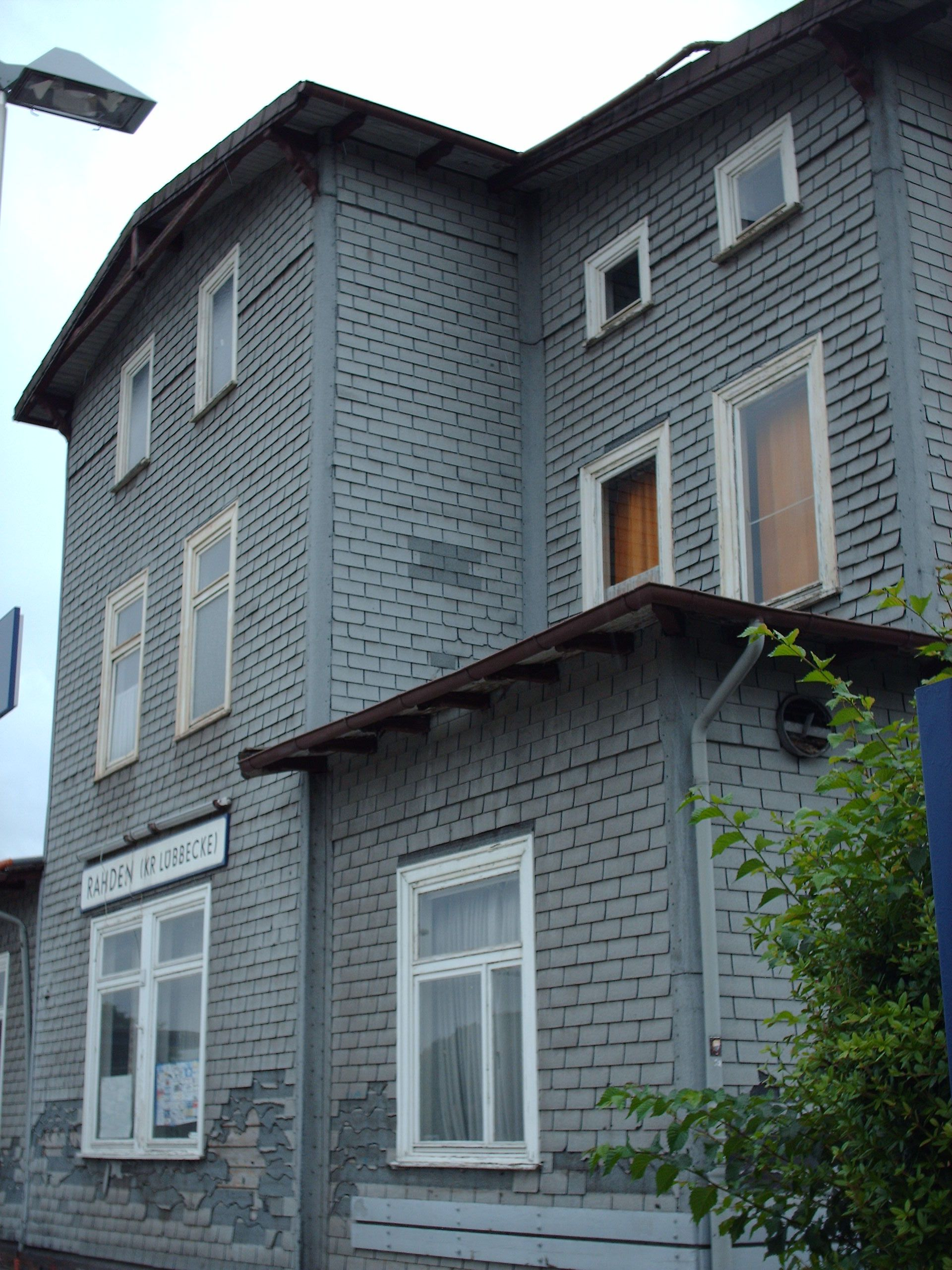
Empfangsgebäude von der Bahnsteigseite aus, 2007

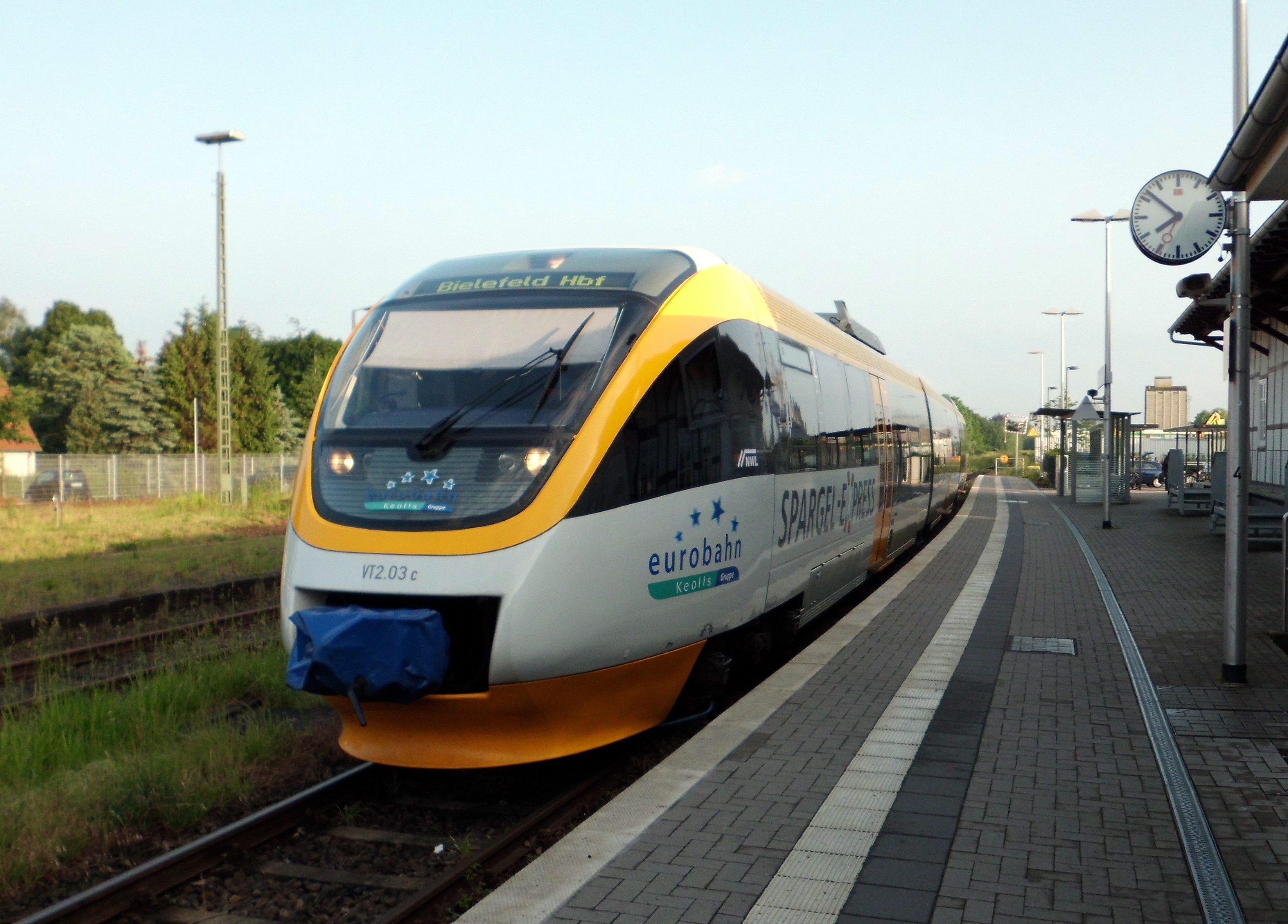
Eurobahn-Talent am Bahnsteig in Rahden

Der Bahnhof Rahden wurde am 1. Oktober 1899 eröffnet und war zu diesem Zeitpunkt Endpunkt der Eisenbahnstrecke von Bünde. Genau ein Jahr später wurde ein weiterer Streckenabschnitt zunächst bis Sulingen und dann ein weiteres Jahr später bis Bassum in Betrieb genommen. Am 15. Januar 1910 folgte die Einweihung der Bahnstrecke über Uchte nach Nienburg.
Der Personenverkehr nach Nienburg wurde bereits am 29. September 1968 eingestellt, zum Jahresende 1996 erfolgte die Stilllegung des Streckenabschnittes zwischen Uchte und Nienburg.
Der Personenverkehr nach Bassum wurde am 27. Mai 1994 eingestellt. Am 1. September 1995 folgte die Einstellung des Güterverkehrs auf dem Streckenabschnitt zwischen Rahden und Barenburg, bevor dieser dann zum Jahresende 1997 stillgelegt wurde.
Rahden gehörte bis 1994 zur Bundesbahndirektion Hannover.

## Lage
Der Rahdener Bahnhof befindet sich am Ostrand des Zentrums der Stadt. Er liegt an der ehemals durchgehenden Bahnstrecke Bünde–Bassum, die auch „Ravensberger Bahn“ genannt wird. Diese führt heute von Rahden über Bünde nach Herford an der Bahnstrecke Hamm–Minden.
Früher führte die Bahnstrecke über Rahden hinaus über Sulingen nach Bassum an der Bahnstrecke Wanne-Eickel–Hamburg, dort bestand Anschluss und teilweise auch Durchbindung nach Bremen. Eine angedachte Reaktivierung dieser kürzesten Verbindung zwischen Ostwestfalen-Lippe und Bremen kam aber nicht zustande. Seit Ostern 2009 bietet die Auenland-Draisinen GmbH auf dem stillgelegten Streckenabschnitt von Rahden nach Ströhen (Han) Draisinenfahrten an.
Auf der Bahnstrecke nach Uchte fährt in den Sommermonaten die Museumseisenbahn Rahden–Uchte.

## Bedienung
Im Schienenpersonenverkehr wird der Rahdener Bahnhof von der Regionalbahnlinie RB 71 bedient. Zum Einsatz kommen Regionaltriebwagen vom Typ Talent der Eurobahn:
| Linie | Linienverlauf | Takt   | Betreiber |
| ----- | --- | ------ | --------- |
| RB 71 | Ravensberger Bahn: Rahden – Espelkamp – Lübbecke (Westf) – Bad Holzhausen – Mesch Neue Mühle – Bieren-Rödinghausen – Bünde (Westf) – Kirchlengern – Hiddenhausen-Schweicheln – Herford – Brake (b Bielefeld) – Bielefeld Hbf Stand: Fahrplanwechsel Dezember 2021 | 60 min | Eurobahn  |